# Zig Zag Arena
Zig Zag Arena foi um programa de televisão brasileiro do gênero game show, produzido e exibido pela TV Globo de 3 de outubro a 19 de dezembro de 2021. Foi apresentado por Fernanda Gentil e criado por Boninho, sob a direção geral e artística de Raoni Carneiro.
Se consagrou como um dos maiores fracassos já exibidos pela TV Globo, tendo sido retirado do ar com exibição de apenas 11 dos 18 episódios gravados e ficando em 4º lugar na audiência, atrás de SBT, RecordTV e Band.

## História e formato
Anteriormente, em 1996, a TV Globo criou um game show aos domingos chamado Ponto a Ponto, apresentado por Ana Furtado, Márcio Garcia e Danielle Winits, porém a atração saiu do ar meses depois por baixos índices de audiência e por problemas judiciais envolvendo dois adolescentes que sofreram um acidente fatal ao imitar uma das provas do programa.
Também exibida aos domingos, a atração vem em seguida à sessão de filmes Temperatura Máxima e, na programação, substituiu a 6ª. temporada do The Voice Kids. Em 7 de novembro de 2021, o programa não foi exibido por conta da homenagem à cantora Marília Mendonça, que faleceu em 5 de novembro em um acidente aéreo.
Apresentado por Fernanda Gentil, o Zig Zag Arena é uma competição de brincadeiras da infância adaptadas para o programa. A cada edição, duas equipes se enfrentam em três fases: Pique-pega, Mega Ball e Tudo ou Nada. Os movimentos são acompanhados por juízes profissionais, que orientam os times e fiscalizam as regras do jogo.
No fim de cada episódio, a equipe que acumular mais pontos seria a vencedora da semana, e como acontece no mundo dos esportes, as partidas seriam narradas e comentadas. Everaldo Marques narrou a competição, que teve comentários da basquetebolista Hortência Marcari e do humorista Marco Luque.

### Cancelamento
Devido aos baixos índices de audiência e com uma grande rejeição do público, o programa teve o seu final encurtado e foi cancelado em 19 de dezembro de 2021, um mês antes do previsto (que originalmente seria 30 de janeiro de 2022), tendo apenas 11 dos 18 episódios gravados exibidos. O espaço do programa foi ocupado pelos filmes da sessão Campeões de Bilheteria até a estreia da segunda temporada do The Voice +.

### Provas
- Mini-Game: é quando os participantes se enfrentam em algum desafio definido pela roleta, sendo eles: esqui coletivo, corrida do saco e canaleta com obstáculos. A equipe que ganhar o mini-game ganha o direito de escolher a posição no pique-pega, além de pontuar no programa.

- Pique-pega: cinco participantes, sendo dois pegadores e três fugitivos, terão que passar por um circuito usando um colete, onde o pegador terá que puxar a corda do fugitivo. Se puxar, o fugitivo terá que ir numa sala e esperar o companheiro até voltar no jogo. Também há bandeiras espalhadas pelo circuito, onde os participantes terão que guardar no bolso até o fim da prova. Além disso, tem a imunidade em campos específicos e no túnel, onde o fugitivo não poderá ser pego por alguns segundos. Ganha quem conseguir ficar até o fim do jogo.
- Mega Ball: os participantes são divididos em dois grupos de cinco, onde terão que acertar a bola no gol ou no garrafão. Também há a bola extra, que é marcada com led vermelho que vale mais pontos. Ganha quem fizer o maior número de acertos.
- Tudo ou nada: a equipe com maior pontuação terá o direito de selecionar os participantes da equipe adversária para o último desafio, além de definir o papel de cada um. Nessa prova final, volta a ser disputado o Pique-pega e com as mesmas regras, mas agora o cenário passa a ser um prédio de três andares com vários circuitos. Caso fique mais pessoas no jogo, a equipe será consagrada vencedora do programa.

### Participantes
| Nº | Data                   | Time Ciano | Time Ciano | Time Rosa        | Time Rosa | Vencedor | Vencedor     |
| -- | ---------------------- | --- | --- | ---------------- | --- | -------- | ------------ |
| 1  | 3 de outubro de 2021   | | Alta pressão: Alessandra Okwudnye, Camila Karam, Rose Albuquerque, Júlio César, Guilherme Sá e Gustavo Sá         |                  | Taqui Emoção: Luciane Pereira, Marcelo Júnior, Nathália Bazoli, Rômulo Antunes, Simone Francisco e Thiago Ferreira |          | Taqui Emoção |
| 2  | 10 de outubro de 2021  | Baixinhos: Sasha Meneghel, Fê Ferreira, João Figueredo, Ju Becker, Rapha Mayer e Vitin                                    | Raíz: Dilsinho, André Pires, Eliane Vaz, Fabi, José Lima e Yasmin Entres                                          |                  | Baixinhos |          |              |
| 3  | 17 de outubro de 2021  | Mariscou: Célio Antunes, Fernando Portela, Flávia Lima, Priscila Ramos, Renato Lino e Thaís Alves                         | Nota Alta: Aharon Gabriel, Danieli Arieli, Iury Rocha, Mônica Rocha, Mônica Freitas e Yago Chaves                 |                  | Nota Alta |          |              |
| 4  | 24 de outubro de 2021  | Dream Team: Bruno de Luca, Gisele Paiva, Lapa, Rachel Apolonio, Rapha e Vinícius Simões                                   | Piso: Joaquim Lopes, Ju Corrêa, Julia Boscher, Luiz Roque, Marcela Fogaça e Miltinho Vieira                       | Piso             | |          |              |
| 5  | 31 de outubro de 2021  | Avisa Que Eu Cheguei: Naiara Azevedo, Arthur Cabral, Luene Carvalho, Natália, Rodolpho Rodrigo e Thales Lessa             | Superação Digital: Xand Avião, Isa Timoteo, Marcella Laura, Russo Magnata, Sayo Maia e Vivi Almeida               |                  | Avisa Que Eu Cheguei                                                                                               |          |              |
| 6  | 14 de novembro de 2021 | Voicers: Késia, Jade Baraldo, Amanda Coronha, Gui Valença, Tibí e Izrra                                                   | Brothers: Jonas Sulzbach, André Martinelli, Fernando Mendeiros, Gleici Damasceno, Viih Tube e Pocah               | Voicers          | |          |              |
| 7  | 21 de novembro de 2021 | Velha Infância: Jeniffer Nascimento, Arlindo Nascimento, Caroline Nascimento, Jean Amorim, Laura Vicenti e Rogério Lima   | Queen B: Jéssica Ellen, Arthur Beatriz, Carolina Merat, Humberto Moreira, Jorge Firmino e Larissa Porto           | Velha Infância   | |          |              |
| 8  | 28 de novembro de 2021 | Distraídos Venceremos: Mariana Santos, Dora de Assis, Raquel Souza, Rodrigo Fagundes, Rodrigo Vellani e Wendell Bendelack | Abravafriends: Tiago Abravanel, Carol Costa. Fernando Poli, Jana Schimit, Paulão e Vinícius Loyola                |                  | Abravafriends |          |              |
| 9  | 5 de dezembro de 2021  | Gariocas: Henrique, MC Lolla, Jota Jr, Jorginho Filho, Leiza Dutra e Sabrina Rocha                                        | Águias do Sertão: Cibele Pordeus, Kleo Souza, Giorggio Abrantes, Márcio de Luca, Patrícia Marcelino e Wêgla Gomes | Águias do Sertão | |          |              |
| 10 | 12 de dezembro de 2021 | Ventania: Carol Barcellos, Arícia Vidal, Clayton Conservani, Eric Faria, Dayana Simões e Henrique Vieira                  | Unidos do Oliveira: Thiago Oliveira, Amandita Matuti, Bruna Matuti, Diego Santos, Karol Quedas e Thiago Maia      |                  | Ventania |          |              |
| 11 | 19 de dezembro de 2021 | Team Sapequinha: Lexa, Bruna Correia, Thiago Dyas, Iuri Abs, Nick e Polyana Viana                                         | Clube do Araújo: Felipe Araújo, Bárbara Labres, Mateus Nascimento, Brunna Barbosa, Larissa Larw e Raffael Vanucci |                  | Clube do Araújo |          |              |

## Audiência
Em sua estreia o programa marcou 10 pontos com picos de 12, ficando em segundo lugar atrás do SBT, que exibia o Domingo Legal, além de representar uma queda de 20% em relação aos quatro domingos anteriores, quando a faixa era ocupada pelo The Voice Kids. Nas edições seguintes o programa continuou em segundo lugar. Em 31 de outubro marcou apenas 8 pontos, ficando atrás do SBT e da RecordTV, que exibia o Cine Maior. Em 14 de novembro atingiu o pior desempenho de um domingo na Globo em 10 anos e um dos piores da história do canal, ficando em quatro lugar na audiência com 6,1 pontos, atrás do Domingo Legal no SBT com 7.5, da transmissão da Fórmula 1 na Band com 7 e o Cine Maior na Record com 6,2.
A TV Globo só havia ficado em quarto lugar em duas ocasiões anteriores, com a série Norma em 2009 e a sitcom Batendo Ponto em 2011, ambas canceladas após o feito. Saiu do ar sem nunca atingir a liderança  no horário. Na semana seguinte ao cancelamento do programa, a exibição do filme King Kong (2005), na sessão Campeões de Bilheteria, conseguiu o dobro da audiência comum do game show, mesmo o filme já sido exibido em 2021 na Globo, dentro da sessão Temperatura Máxima.

## Recepção
Apesar de toda a expectativa, o Zig Zag Arena não agradou o público, que majoritariamente criticou o programa nas redes sociais durante toda sua exibição, desaprovando a apresentação tida como "gritada" de Fernanda, o exagero de comentaristas falando um por cima do outro e a complexidade das provas em comparação com a simplicidade do Passa ou Repassa, no SBT. Além disso, um dos tópicos mais pedidos nas redes sociais constantemente foi a volta do extinto Video Game, comandado por Angélica nos anos 2000, no lugar do Zig Zag Arena pelas provas fáceis de entender.